# Baharak (distrikt i Badakhshan)
Baharak ett distrikt i Afghanistan. Det ligger i provinsen Badakhshan, i den nordöstra delen av landet, 300 kilometer nordost om huvudstaden Kabul.
Distriktet beräknades år 2022 ha cirka 34 000 invånare.